# Wittenberg
Wittenberg (pronunciación alemana: ˈvɪtn̩ˌbɛʁkⓘ), en español también Witemberg, es una ciudad del estado federado de Sajonia-Anhalt (Alemania), sede del distrito homónimo, situada a orillas del Elba, con una población cercana a los 50 000 habitantes. Su nombre oficial es Lutherstadt Wittenberg ('Wittenberg, Ciudad de Lutero').
La importancia de Wittenberg radica en su conexión directa con Martín Lutero y el inicio de la Reforma protestante; varios de sus edificios se asocian a los acontecimientos de aquella época. Aún se conserva parte del antiguo convento de los Agustinos (en el cual moró Lutero al principio como monje y luego como padre de familia junto con su esposa Catalina de Bora y sus seis hijos) y contiene numerosas obras de arte, entre ellas varias pinturas de los Cranachs. El edificio se llama actualmente Lutherhaus y alberga un museo sobre Lutero y la Reforma.
La iglesia de Todos los Santos, la Schlosskirche («iglesia del Palacio»), en cuya puerta Lutero clavó las noventa y cinco tesis en 1517, data entre 1439-1499. Resultó seriamente dañada por un incendio en 1760 a consecuencia de un bombardeo francés durante la guerra de los Siete Años, y fue prácticamente reconstruida y restaurada años más tarde (1885-1892). Las puertas de madera, quemadas en 1760, fueron sustituidas en 1858 por las puertas de bronce, llevando el texto latino de las tesis. Dentro de la iglesia están las tumbas de Lutero y de Felipe Melanchthon, de los electores Federico el Sabio (por Peter Vischer, 1527) y Juan de Sajonia (por Hans Vischer) y los retratos de los reformadores por Lucas Cranach el Joven.
La iglesia de Santa María, donde Lutero predicaba a menudo, data del siglo XIV y no ha sufrido grandes cambios desde los tiempos de la Reforma. Contiene una pintura magnífica de Lucas Cranach el Viejo, representando al señor supremo (con las caras de Lutero y de otros reformadores), bautismo y confesión, así como una fuente de Hermann Vischer el Viejo (1457) y otras pinturas históricas.
El antiguo palacio electoral sufrió asimismo graves daños en 1760; actualmente, contiene archivos.
También existen la casa de Melanchthon y la casa de Lucas Cranach el Viejo (1472-1553), que era alcalde de Wittenberg.
La ciudad está adornada con estatuas de Lutero (por Schadow), de Melanchthon y de Bugenhagen.
Un roble señala el punto, en las afueras de la puerta de Elster, donde Lutero quemó públicamente la bula papal en 1520.
En 1996, la Unesco declaró Patrimonio de la Humanidad el conjunto de monumentos conmemorativos a Lutero en Wittenberg y en Eisleben, ciudad natal del reformador alemán.

## Historia

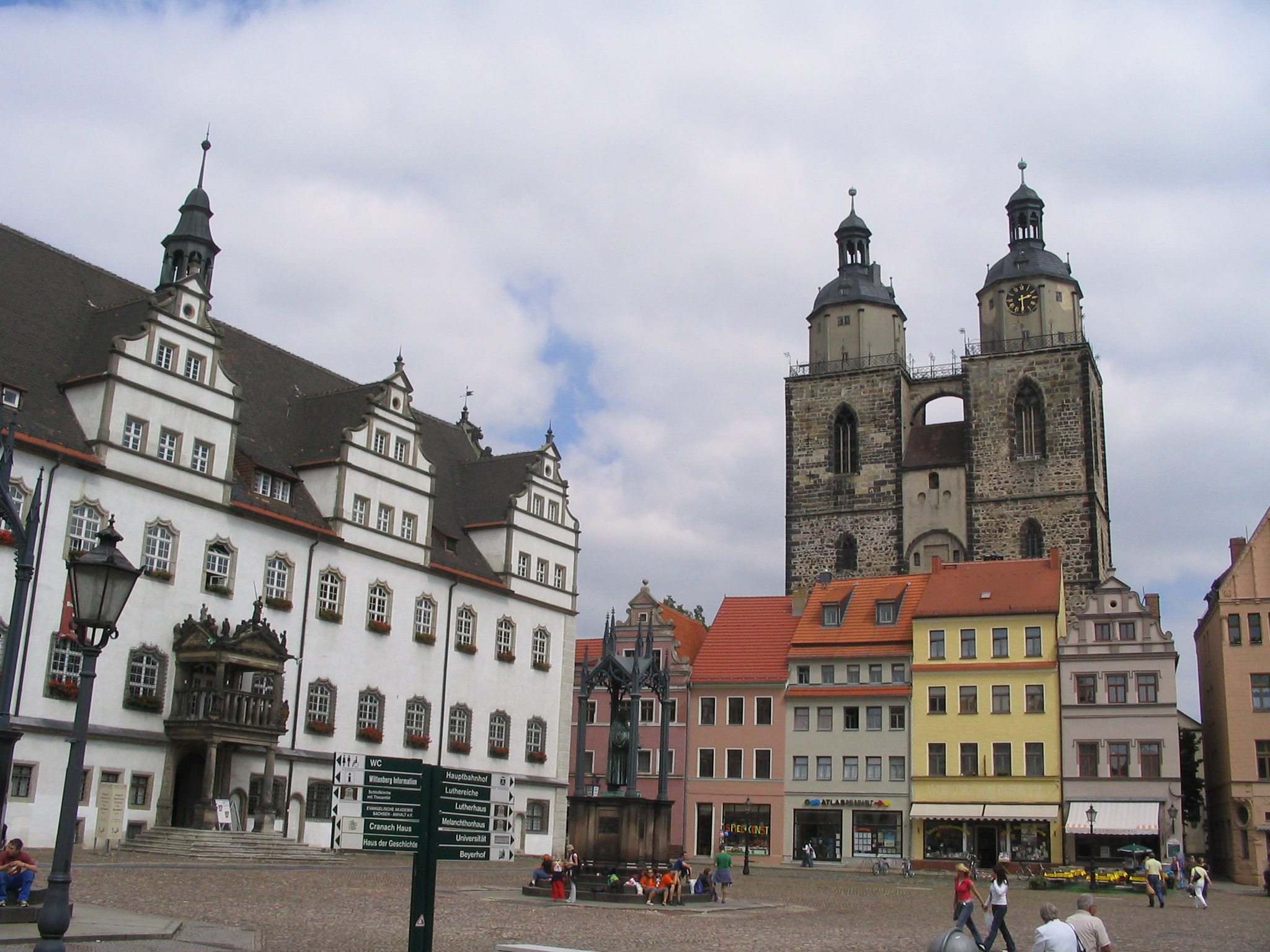
Plaza del mercado. A la izquierda, el antiguo Ayuntamiento, con una estatua de Martín Lutero enfrente, y la iglesia de la ciudad a la derecha.

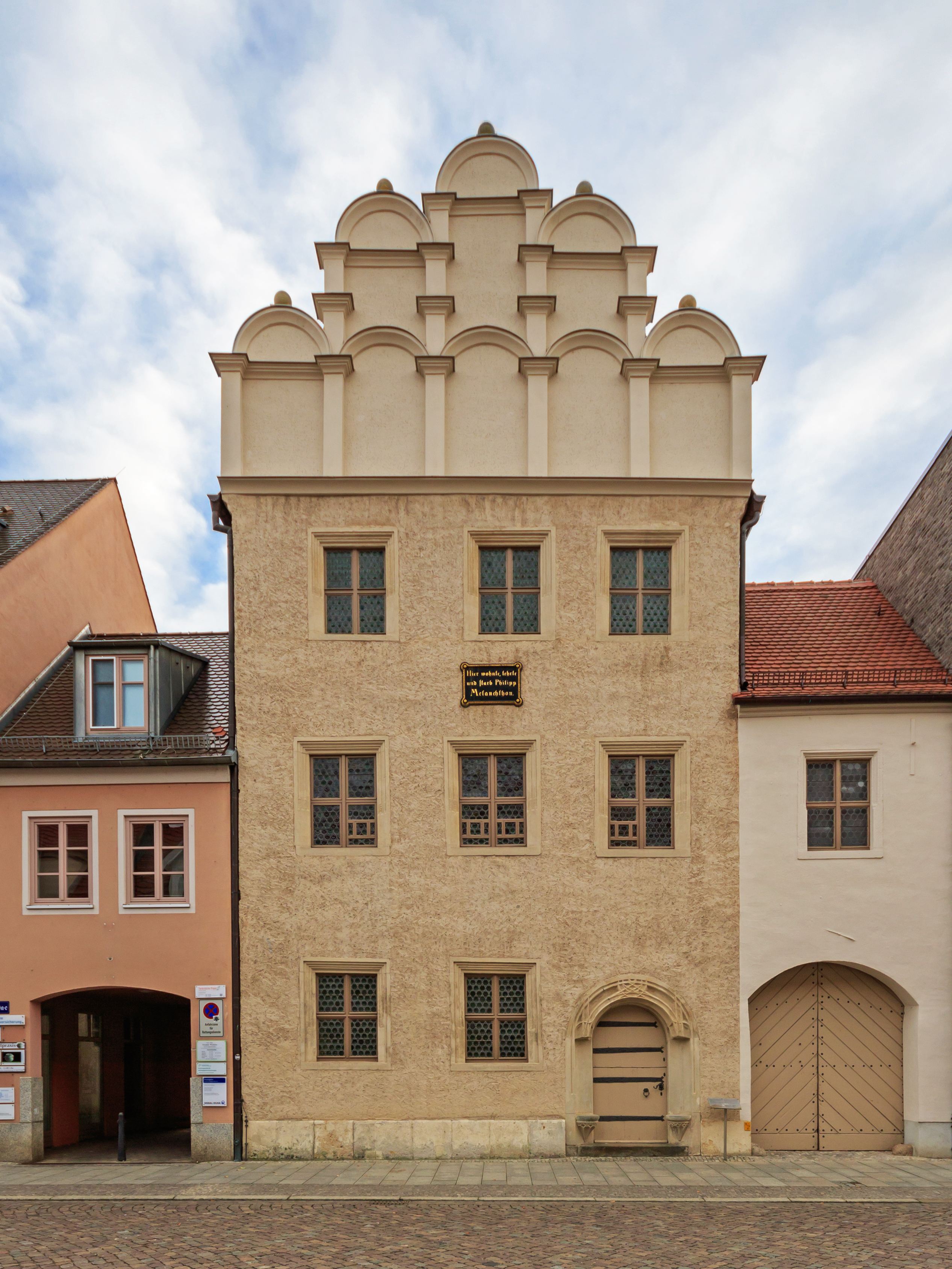
Casa de Felipe Melanchthon.

La primera mención de Wittenberg data de alrededor de 1180, y se la describe como una aldea pequeña fundada por colonos flamencos. En 1293, ya era reconocida como ciudad. Wittenberg se convirtió pronto en un centro comercial importante durante los siglos siguientes debido a su buen emplazamiento. La importancia de la ciudad alcanzó uno de sus apogeos al final del siglo XV, cuando Federico III el Sabio, Elector de Sajonia, fijó su residencia en Wittenberg. El segundo puente sobre el río Elba se construyó entre 1486 y 1490 y la iglesia del Palacio se edificó de 1490 a 1499. Por esa misma época se reconstruyó asimismo el palacio. Wittenberg era la capital del pequeño ducado de Sajonia-Wittenberg, cuyos señores llegaron a ser Electores de Sajonia, y continuó siendo residencia del elector de Sajonia. En 1502 se fundó la Universidad de Wittenberg, en la que profesaron muchos pensadores importantes, entre ellos Martín Lutero (profesor de teología a partir de 1508) y Felipe Melanchthon (profesor de griego a partir de 1518).
El 31 de octubre de 1517, Lutero clavó sus 95 tesis contra la venta de indulgencias en la puerta de la iglesia del Palacio en Wittenberg, marcando el principio de la Reforma protestante en Alemania.
El movimiento anabaptista tuvo igualmente uno de sus reductos más tempranos en Wittenberg, cuando los profetas de Zwickau se trasladaron allí a finales de 1521 y fueron condenados por Lutero cuando volvió de su refugio en el castillo de Wartburg a los pocos años en 1522, debido a que estos rechazaban el bautismo de los niños y Lutero lo mantenía por tradición.
Las Capitulaciones de Wittenberg (1547) es el nombre dado al tratado por el cual se obligó a Juan Federico el Magnánimo a que dimitiera de su cargo electoral, pasando la mayor parte de su territorio a la rama Albertina de la familia de Sajonia.
La ciudad fue bombardeada por los austriacos en 1760, ocupada por los franceses en 1806 y vuelta a fortificar en 1813 por orden de Napoleón Bonaparte. El 14 de enero de 1814 fue tomada por los prusianos a las órdenes de Tauentzien, que recibió el título de von Wittenberg como recompensa. En 1815 Wittenberg pasó a formar parte de Prusia y continuó siendo una fortaleza de tercera clase hasta que fuera desmantelada en 1873 al reorganizarse las defensas alemanas después de la fundación del nuevo Imperio.
Wittenberg se salvó casi por completo durante la Segunda Guerra Mundial, siendo una excepción entre otras numerosas ciudades alemanas históricas que no se salvaron durante dicha contienda. Los aliados (mayoritariamente protestantes) habían acordado no bombardear Wittenberg. Sin embargo, se libraron combates en Wittenberg, de los que han quedado impactos de bala visibles en las estatuas de Lutero y Melanchthon en el centro de la ciudad. Al finalizar la Segunda Guerra Mundial, las fuerzas rusas la ocuparon, con lo que Wittenberg se convirtió en territorio de la República Democrática Alemana en 1949. Por medio de la revolución pacífica de 1989, el régimen comunista fue derrocado y la ciudad está gobernada democráticamente desde 1990.

## Teatro y cultura
Wittenberg tiene una tradición larga en acontecimientos culturales. El teatro Mitteldeutsches Landestheater de la ciudad alcanzó una gran importancia en la época de la RDA. Desde 1996, la ciudad organiza representaciones de teatro al aire libre de sucesos basados en la historia luterana de muchos lugares históricos de la ciudad antigua. Por ejemplo, en 2001 y 2005, Fernando Scarpa asume el control de la dirección artística del “Bühne Wittenberg” (escenario Wittenberg), un proyecto para teatro, arte y cultura en el conjunto de Alemania para atraer al público a la ciudad y cuyo éxito se espera que alcance un nivel europeo.

## Lugares y monumentos
- Iglesia de Todos los Santos
- Castillo de Wittenberg
- Casa de Lutero (siglo XVI)
- Casa de Melanchthon
- Universidad de Wittenberg y Universidad Martín Lutero de Halle-Wittenberg
- Museo de Colecciones Municipales en la Armería

## Personalidades relacionadas con la ciudad
- Los Reformadores protestantes Martín Lutero y Philippe Melanchthon vivieron, enseñaron, dirigieron la Reforma protestante y fundaron el luteranismo.
- August Dörffurt(1767-1825), farmacéutico y alcalde de la ciudad.
- Daniel Sennert (1572-1637), profesor de medicina en la Universidad de Wittenberg.
- Albert Giese (1803-1834), lingüista nacido en Wittenberg.
- Friedrich Schorlemmer (* 1944 en Wittenberge), teólogo
- Reiner Haseloff (* 1954 en Bülzig), político (CDU), desde 2011 Ministro-Presidente de Sajonia-Anhalt
- Manuela Mucke (1975-), campeona olímpica y mundial de piragüismo.
- Nils Seethaler (1981-), antropólogo cultural.

## Ciudades hermanadas
- Gotinga, Baja Sajonia, desde 1988
- Bretten, Baden-Wurtemberg, desde 1990
- Springfield, Ohio, Estados Unidos, desde 1995
- Békéscsaba, Hungría, desde 1999
- Haderslev, Dinamarca, desde 2004